# لوكاس مينديز (لاعب كرة قدم برازيلي)
لوكاس مينديز هو لاعب كرة قدم برازيلي في مركز الدفاع، ولد في 1992 في Guariba ‏ في البرازيل. لعب مع نادي ساو باولو.

## وصلات خارجية
- لوكاس مينديز (لاعب كرة قدم برازيلي) على موقع قاعدة بيانات كرة القدم.إي يو (الإنجليزية)
- لوكاس مينديز (لاعب كرة قدم برازيلي) على موقع Soccerway.com (الإنجليزية)